# Slobozia (gmina w okręgu Ardżesz)
Slobozia – gmina w Rumunii, w okręgu Ardżesz. Obejmuje miejscowości Nigrișoara i Slobozia. W 2011 roku liczyła 4619 mieszkańców.